# All You Need Is Kill
『All You Need Is Kill』（オール ユー ニード イズ キル）は、桜坂洋による日本のライトノベル。
スーパーダッシュ文庫（集英社）より、2004年12月に刊行された。スーパーダッシュ文庫版のイラストは安倍吉俊が担当している。
タイトルの『All You Need Is Kill』は、「殺しさえすればいい」「やることは殺すこと」と言った意味であり、これを意訳すると「殺しこそが任務」と言った意味である。

## 概要
2014年には小畑健の作画による漫画版、およびジャンプ ジェイ ブックス（集英社）より漫画版のイラストを用いた新装版も発売されたほか、アメリカ合衆国で実写映画化された。『このライトノベルがすごい！』作品部門では2006年版で8位を獲得している。
近未来世界を舞台に、時のループに捕らえられた主人公の成長と運命を描いた、いわゆるループものの物語で、桜坂洋の出世作となったSF小説。筒井康隆らに激賞され、星雲賞候補作にもなった。
また、2014年の実写映画版は、世界的なスターであるトム・クルーズが主演するハリウッド映画として製作されたが、日本のライトノベルが大作のハリウッド映画として映像化されることは本作が初めてであり、異色のこととして紹介された。

## あらすじ
舞台は、異星人が地球に送りこんだ「ギタイ」と呼ばれる敵に襲撃を受ける地球。かに座ι星方向の40光年先にある異星人の星から惑星改造（テラフォーミング）のため、無人の土木作業用ナノマシンとして送り込まれたギタイは、棘皮動物に取り込まれることによって人類を脅かす怪物へと進化し、人類を惑星改造の障害と認識して世界各国に侵攻を行っていた。人類は「機動ジャケット」と呼ばれるパワードスーツを投入し、ギタイとの劣勢な戦いを続けていた。
主人公キリヤ・ケイジは、ギタイと戦う統合防疫軍に初年兵として入隊するが、初出撃で絶望的な戦場へと送り込まれ、そこで圧倒的な戦闘力を持っている若き少女兵士リタ・ヴラタスキの援護を受ける。キリヤは瀕死の重傷を負うものの最後の力を振り絞り、リタたちUS部隊が「サーバ・アルファ」と呼ぶアンテナ付きのギタイと相打ちになって死亡する。しかしなぜか意識を取り戻し「出撃前日の朝に戻っている」という怪現象に見舞われ、それが幾度も繰り返されることになる。
ループする間、他の人間はループを認識できずに同じような行動を繰り返す一方、ギタイたちはキリヤをつけ狙うかのように行動を少しずつ変えながらキリヤを殺し続け、それは戦場に行かず逃亡しても逃れることができない。しかし生と死を繰り返す中、「記憶だけが蓄積される」ことが自分を成長させることを知ったキリヤは、ギタイを倒すために、その能力を活かして経験を積み重ねる。
あらゆる手段を講じ、リタに匹敵する戦闘力を身につけていくキリヤは、誰とも秘密を共有できないまま激化する戦いを生き抜いていく。しかし戦場で再び「サーバ」と対峙したキリヤは、再会したリタから、時間のループを繰り返していることを見抜かれる。実はリタもまた、過去に時間のループを経験したことがあり、ループを脱出したり引き起こしたりする方法を発見して戦いに利用していた。
リタによれば、時間のループはギタイ側が自らの未来を有利なものに変えようと、未来から過去へと情報を伝送する過程で発生する現象であり、キリヤは「サーバ」を倒した際に過去へと放った通信を浴びたために、ギタイの通信網に組み込まれてしまったのだという。キリヤはリタから、手順を踏んでギタイが過去に向かって送信している情報を阻止すればループを脱出することができると聞かされ、協力してサーバを倒すが、キリヤの意識は再び1日前へと戻ってしまう。
ループからの脱出は失敗し、更にギタイ側はキリヤとリタを直接狙って作戦を大きく変更する。リタの分析によれば、リタとキリヤはループを繰り返しすぎたことで、ギタイのサーバが過去へと情報を送信するアンテナとしての機能を持ってしまったのだと言い、ループから脱出するためには、「キリヤかリタのどちらかが死ななければならない」という。ギタイの攻撃によって基地が崩壊していく中、キリヤとリタは、幾度も繰り返してきたループを己の死によってなかったことにはしたくないという思いを胸に、どちらが生き残るかを賭けて決闘する。リタはキリヤとの戦いに敗れて戦死し、キリヤはリタに代わってギタイと戦い続ける道を選ぶ。

## 主な登場人物
キリヤ・ケイジ
本作の主人公であり語り手。本書は基本的に彼の一人称で語られる。統合防疫軍JP所属の初年兵。当初は失恋の経験を機に、根性のない自分を変えて周囲を見返すという動機で軍人となるものの、本編中ではそのことを青臭い動機であったと後悔している。物語冒頭の戦い（0回目のループ）で激戦区に送り込まれ、右往左往するまま戦場で死亡するが、死の直前に「サーバ」と呼ばれるギタイに戦いを挑んで相打ちになったことから、自分が死ぬか30時間が経過すると前日に戻るという時間のループに巻き込まれる。何度も戦いを繰り返すうちに経験を積み腕利きの兵士に成長していく。
自分が死んだ回数を、現在のループ回数として左手の甲に油性ペンで記入する習慣をつけている。物語序盤では、爆薬によって杭を打ち込むパイルドライバー（杭打ち機）と呼ばれる近接武器を用いていたが、中盤以降はリタに倣って使用回数に制限のないバトルアクス（戦斧）を使用するようになる。物語の結末では誰とも知らない相手からキラー・ケージ（Killer Cage）という渾名をつけられ、リタの手柄を横取りした人物として侮蔑されるが、亡きリタに倣って機動ジャケットを青く塗装して戦い続けることを心に誓う。
リタ・ヴラタスキ
US特殊部隊に所属している精鋭で、階級は准尉。公称は22歳だが、実年齢は19歳。他の兵士からは戦場の牝犬（せんじょうのビッチ）という渾名でも呼ばれる。モンゴメリの小説『赤毛のアン』のヒロインを連想させるような容姿の小柄な少女だが、圧倒的な戦闘能力を持っており英雄扱いされている。わざと目立つ赤の蛍光色に塗装した機動ジャケットを着込み、重量200キログラムのタングステンカーバイドの戦斧を武器として愛用する。他人には伏せているものの、過去にキリヤ同様の経緯から時間のループを211回繰り返した経験があり、その後もギタイ側が引き起こしているループを逆手に取り、人類を有利な戦いに導いている。
故郷や家族がギタイによる虐殺の犠牲となり、その復讐のために兵士となった経験を持つ。リタ・ヴラタスキという名は本名ではなく、年齢を偽って入隊するために盗用した身分証明に記されていた人物の名であり、彼女自身の本名は明かされない。ループする時間をキリヤと共有することはできないため、キリヤのループを観測することはできないが、158回目のループの終わりでキリヤがループを繰り返していることに気がつき、159回目および最後の160回目のループではキリヤと行動を共にする。
シャスタ・レイル
リタの機動ジャケットの専属整備主任を担当する整備兵で、小柄でおどおどした言動の眼鏡で三つ編みの女性。民間出身だが中尉の待遇を受けている。ドジっ娘だが、並外れた集中力を備えた天才技術者であり、MIT首席卒業という経歴を持つ。47回目のループでキリヤに言いくるめられ、以降はリタの予備の武器をキリヤに貸すことになる。
カプセルトイのコレクターで、自分たちとは似ても似つかない役者が演じる、リタの活躍を描いた劇中映画のカプセルフィギュアをリタに見せびらかしている。
バルトロメ・フェレウ
キリヤの所属している小隊の軍曹、実質的な部隊のまとめ役で面倒見は良いが、隊員たちに苛烈なフィジカルトレーニングを課しており、「僧帽筋の鍛えすぎで脳の容量が減っている」などと陰口を言われている。
機動ジャケットが制式装備となる前からギタイと戦ってきたベテラン兵士であり、158回のループを繰り返したキリヤからも、自分が所属する小隊の中では唯一頼れる戦力として一目置かれている。訓練校で教官を務めた経験があり、5回目のループの際にキリヤから訓練を請われた際、生死の境目で実戦経験を積むことの重要性や、機動ジャケットのオートバランサーに頼らない戦い方の有効性といった情報を伝授し、その後のキリヤの方針に大きな影響を与える。
ヨナバル・ジン
キリヤの同僚で、三年先輩。階級は伍長。軽薄な優男が訓練を経て精悍になったような印象の人物で、推理小説の結末を明かす癖がある。物語冒頭で描かれるキリヤにとっての最初の戦い（0回目のループ）では、物語開始の10分前にギタイの奇襲による最初の攻撃で即死したと回想されている。その後のループは常に、ベッドで寝ていたキリヤが、二段ベッドの上にいるヨナバルに話しかけられる場面からリスタートする。
キリヤにとっては、ループの中で多くの時間を共にした人物であり、かけがえのない友人であるが、ループから脱出に成功した最後の周回では最後まで生存しつつも、キリヤを侮蔑する側に回る。
レイチェル・キサラギ
基地の第二食堂で働いている民間人の栄養士。キリヤの推理では彼より4歳以上年上のはずだが、それよりも若々しい容姿をしている。美人で、多くの兵士たちから慕われており、キリヤが兵士を志すきっかけになった初恋の女性に似た面影がある。キリヤは彼女が調理する料理を最初は美味しく感じていたものの、ループを繰り返すうちに同じメニューに飽きていく。
2回目のループでは、基地からの脱走を試みたキリヤを偶然に助けることとなり、79回目のループではキリヤと親密な間柄になりかける。最後のループでは基地がギタイの襲撃を受けたために戦闘に巻き込まれて死亡し、キリヤが救うことができなかった犠牲者の一人となる。
アーサー・ヘンドリクス
故人。リタが16歳だった時の上官であった男性で、階級は中尉。仲睦まじい妻子がいた。リタは彼に対して淡い恋心を抱いていたと解釈できる描写がされているが、過去にリタが「サーバ」を倒してループに巻き込まれた際には、最後のループで戦死した。リタは彼の死を通じ、戦場ではいくらループを繰り返すことでさまざまな可能性を経験し死をリセットすることができたとしても、最終的には他の選択肢を捨てて一つの結末を選択しなければならず、それが救える可能性があった仲間を見殺しにすることを意味しているのだという現実に直面する。

## 作風・制作背景
著者の桜坂のデビュー作である『よくわかる現代魔法』がコメディー風のファンタジーであったのとは対照的に、本作は沈鬱な雰囲気のミリタリーSFといった作風となっている。桜坂によれば、小説の構想自体は2000年当時からあり、桜坂はデビュー作として本作を提案していたが、編集長から「売れないだろう」と難色を示され、最初は売れ筋の作品で成果を出してから書きたいものを書くようにと諭されたという。『よくわかる現代魔法』シリーズが3巻まで刊行された後に本作を出版できる運びとなった後も、英語タイトルの小説は売れないという懸念が示されたが、売り上げよりも「カッコいい作品」を作ることが重視された。
桜坂によれば、本作の着想は、2000年のテレビゲーム『高機動幻想ガンパレード・マーチ』の、ゲームプレイヤーがWeb上に公開していたプレイ日記を読んだ経験から得たとしている。ゲームにおける、リセットとコンティニューを繰り返しながら物語を進めていく過程が物語のモチーフとなっている一方で、失敗の経験を「なかったこと」にしてしまうような価値観の否定もテーマとなっており、ゲームキャラクターだけではなくゲームプレイヤーの視点も意識させる描き方がされている。桜坂はそうしたゲーム的な死生観をテーマとして突き詰め、人生の紆余曲折や行き詰まりを時間のループというSF要素に仮託することで、失敗も人生の糧として受け入れて肯定するというテーマを表現したとしている。また、「はじめに頭に浮かんだのは『うる星やつら2 ビューティフル・ドリーマー』なんです。あと『恋はデジャ・ブ』と『ターン』。
どれも1日がループする話で頭に浮かんだのが
学園物と恋愛物というのは自分でも変だと思うんですがとにかくそうでした」とインタビューで語っている。
日本の千葉県南部が舞台に設定されており、劇中には周辺の地名が登場する。劇中の説明によると、物語の主要な舞台となる「フラワーライン前線基地」は、ジャパンの経済の中心であるトーキョーの目と鼻の先、ボーソー半島の臨海工業地帯近くの、ウチボーの夜景を見渡すことができる位置に所在し、チバシティーまでの行程の途中にあるタテヤマまで15キロメートルの距離にあると言及されている。

## 既刊一覧
安倍吉俊の挿絵によるスーパーダッシュ文庫版と、2014年の小畑健の作画による漫画版の表紙・挿絵を用いたジャンプ ジェイ ブックス版が発売されている。実写映画版の公開時には、スーパーダッシュ文庫版の表紙に実写版の特大帯を被せた装丁のものも販売された。
スーパーダッシュ文庫版
桜坂洋（著）、安倍吉俊（表紙・イラスト） 『All You Need Is Kill』2004年12月30日第1刷発行（12月18日発売）、ISBN 4-08-630219-5

ジャンプ ジェイ ブックス版
桜坂洋（著）、小畑健（表紙・イラスト） 『All You Need Is Kill』2014年6月19日発売、ISBN 978-4-08-703319-9

## 漫画版
『週刊ヤングジャンプ』（集英社）にて同名の漫画版が2014年6・7合併号から26号まで連載された。単行本はジャンプ・コミックス（集英社）より全2巻が発売された。漫画版は竹内良輔が構成、小畑健が作画を担当。エピソードの順序が原作と異なるといった細部の変更はあるものの、基本的には原作小説の冒頭から結末までの内容に沿ったコミカライズ作品となっている。
桜坂洋（原作）、竹内良輔（構成）、安倍吉俊（キャラクター原案）、小畑健（作画）、集英社〈ジャンプ・コミックス〉、全2巻
- 『All You Need Is Kill 1』2014年6月19日発売[57]、ISBN 978-4-08-880125-4
- 『All You Need Is Kill 2』2014年6月19日発売[58]、ISBN 978-4-08-880126-1

## 実写映画版
2014年にトム・クルーズ主演、ダグ・リーマン監督のアメリカ映画として、実写映画が製作された。アメリカではタイトルを『Edge Of Tomorrow』に変更し、2014年6月6日に公開された。日本では原作小説と同じ『オール・ユー・ニード・イズ・キル』の邦題で、2014年7月4日に公開された。
原作小説の英訳版は2009年7月にアメリカにてビズメディアの翻訳SFレーベル「Haikasoru」から刊行されたが、このとき校正段階の試し刷りを読んだプロデューサーから映画化の打診が行われた。2010年4月にビズメディアはワーナー・ブラザースに映画化権を売却した。ダンテ・ハーパーが脚色した脚本を300万ドル（約2億8000万円）近い金額でワーナーがオプション購入した。映画の製作は2013年度中に開始された。
実写映画版では主人公をはじめとする登場人物の設定や物語の舞台、結末などのストーリーが大きく変更されており、ライトノベル的な萌え要素も削られてハリウッド映画的な作風へと置き換えられている。一方で作品の根幹となるループの設定や、中盤の展開、テーマ性などは原作を踏襲しており、日本原作らしい情緒を残したものとなっている。

## アニメ映画
アニメの映画化が2025年3月13日に発表された。この映画はワーナー・ブラザース・ジャパンが製作し、スタジオ 4°Cがアニメーションを担当し、秋本健一郎監督によって制作された。映画は原作小説およびアメリカ版映画の視点とは異なる視点から物語を再解釈したものである。 テーマソングはAKASAKIが歌う「ツレテッテ」である。 この映画は2025年6月9日にアネシー国際アニメーション映画祭でプレミア上映された。GKIDSは北米、英国、アイルランド、オーストラリア、ニュージーランドでの配給権を獲得した。